# Герб на София
Гербът на София, столицата на България, е използван и като символ на Столичната община. Изработен е през 1900 година по повод на Световното изложение в Париж. В създаването на герба участват Иван Мърквичка – директор на Държавното рисувалното училище (днес Национална художествена академия), Вацлав Добруски – директор на Народния музей (днес Национален археологически музей), и Харалампи Тачев, по онова време студент в Рисувалното училище. Елементите на герба са избрани от Мърквичка и Добруски, а художественото изработване е възложено на Харалампи Тачев. През 1911 и 1928 г. той добавя нови елементи – девиза и лавровите клонки. При комунистическия режим е добавена червена звезда, която е премахната през 1991 г.

## Предистория и създаване
Повод за създаването на герба е Световното изложение в Париж през същата година, на което участващите държави трябва да представят гербовете на столиците си и те да бъдат поставени на фасадата на Дома на инвалидите. Харалампи Тачев разказва, че София не е имала герб, тъй като в Търновската конституция се споменал само герб на държавата, но не и градски гербове; оформили се две мнения, но надделяло това за бъде създаден герб на столицата.
Министерството на търговията и земеделието отправя писмо до Софийския градски съвет  (7 февруари 1900) да се погрижи за създаване на герб. Съветът делегира кмета на София Христо Попов в комисията към Министерството, подготвяща българския павилион, той се заема със задачата и се свързва с Мърквичка и Добруски.
 

На 17 март 1900 г. Софийският градски общински съвет приема проекта на Харалампи Тачев. Гербът на София е утвърден с Указ №115 на княз Фердинанд, обнародван в Държавен вестник бр. 91 от 2 април 1900 г. В указа се постановява:
| „ | Нашата столица София да има особен знак (герб), който да бъде поставен на общинския печат и на знамето, което се въздига над градския дом, както и във всички места, където е прието да се турят градски гербове. | “ |

## Елементи
Гербът включва крепостна корона, разположена над щит, като зъберите ѝ символизират планините, заобикалящи град София. Щитът е разделен на четири полета. В горното ляво поле е изобразена женска глава със зидова корона с две зъбчати кули, символ на града от Античността, в горното дясно поле – църквата „Света София“, в долното ляво поле – планината Витоша и в долното дясно поле – павилион със статуя на Аполонус Медикус, персонификация на лечебните минерални бани на София. В центъра е поставено изображение на „Българския лъв“, прието за връзка между старата българска държава и съвременността.
Значението на елементите от герба е вписано в Протокола с решението на софийските общинари за приемането на герба. В него са описани стъпките, чрез които се е стигнало до изработения проект на герба, и вложеният смисъл в елементите му.
Хараламби Тачев, един от тримата, работили по избора на елементите, пише: „Материалът [нумизматичен], който събрахме, бе следният: от една стара антична монета, сечена в древна Сердика, взехме отпечатания върху нея женски образ (ефижия), представляваща Ulpia Serdica със зидова колона на глава, с две кули, стоящи едната отпред над челото, а другата отзад. От друга монета взехме образа, представляващ един павилион с конусообразен покрив, подпрян на шест колонки и с шестоъгълен цокъл, а вътре в него се намира статуята, изобразяюща Apollo Medicus, опрян на кадуцея си – като персонификация на минералните води, които така изобилно съществуват във и около града София. Третият мотив бе силуетът на старата църква „Св. София“, гледана от изток на запад – като едноименница на града и като вековна свидетелка на историята на гр. София. Четвъртият мотив бе силуетът на Витоша, която вечно служи за хубав фонд на града и която не малко се споменава от древността насам наред с името на столицата ни. Най-после, за петия мотив ни послужи един кръгъл медальон с диаметър 45 мм, от метал (бронз), на който е изобразен лъв с глава анфас въргу тъмночервен емайл, намерен в Трапезица (Търново)“.

В Протокола за приемането на герба софийските общинари обясняват и за короната над щита: „Над целия знак стои една зъбчата корона. Според мнението на техниците, това са биле планините: Витоша, Люлин, отрогите [разклоненията] на Рила, Средна гора и Стара - Планина, които обикалят града София и понеже това се забелязва почти в всички монети, то се реши да се тури и тази корона“. Отбелязват, че цветовете били „по изискването на хералдическото изкуство“. Решението им гласи:
| „ | Удобрява се знака на София, <...> който знак се състои от следующите части: един щит разделен на четири полета, отгоре на когото има една зъбчата корона изобразяюща: "Стара -Планина", "Витоша", отрогите на "Рила" и "Средна гора", в форма на крепост. На горното лево поле на щита ефижията във вид на женска глава с корона от две зъбчати кули, фондът червен и ефижията бела. Под тази ефижия на второто поле изобразена Витоша с зелена боя, а небето в вид на сребърен фонд. От горнята десна страна - главната фасада на старата черква Св. София с пембяв цвет, а фондът златен. Под нея в син фон Аполонус Медикус - изображение на Софийските минерални бани - с златен цвет. В средата на тези четири полета в един по-малък щит с боя на кръв златен разярен лъв (Български герб). | “ |

## Промени
През 1911 г. Хараламби Тачев, по инициатива на помощник-кмета Ради В. Радев (по-късно кмет), добавя към герба девиза „Расте, но не старѣе“, изписан на лента. Тачев отбелязва, че девизът се поставя върху развята и винаги отдолу под герба лента, както и че девизите съвсем рядко се поставят на градските гербове, а повече на държавните и фамилните.
През 1928 година Хараламби Тачев, по време на кмета генерал Владимир Вазов, добавя лаврови клонки от двете страни на щита.
По времето на комунистическия режим, на 23 декември 1974 г. към герба на града е добавена червена петолъчка в центъра на крепостната корона и правописът на старѣе е променен по правилата на т. нар. отечественофронтовски правопис (реформата от 1945 година). След 1990 година тези промени са премахнати на 7 ноември 1991 г., по времето на кмета Александър Янчулев.

## Галерия
- 1900 – 1911
- 1911 – 1928
- 1928 – 1974
- 1974 – 1991
- 1991